# Part six
PART SIX es una boyband fundada en 2006 y constituida por Basti,LA, Matt, Marc, Tim y Jessie. Se discute sobre su parecido con Us5. Una de sus peculiaridades es que tiene 6 miembros (en lugar de los cuatro o cinco que suelen tener.

## Discografía
Discos
1. What´s that sound(álbum)|Part six]] - 2007

## Sencillos
1. Want ya - 2007
2. Drive so far - 2007